# Bractwo czerwonej opaski
Bractwo czerwonej opaski (ang.Red Band Society) – amerykański serial telewizyjny (komedio-dramat) wyprodukowany przez ABC Studios, Amblin Television oraz Filmax International.Serial był emitowany od 17 września 2014 roku do 7 lutego 2015 roku przez FOX. Serial jest oparty na hiszpańskim serialu Polseres vermelles, którego twórcą jest Albert Espinosa. Scenariusz amerykańskiej wersji napisała Margaret Nagle. 15 stycznia 2015 roku, stacja FOX anulowała serial. W Polsce serial był emitowany od 17 maja do 9 sierpnia 2015 przez Canal+ Family.

## Fabuła
Serial opowiada o grupie nastolatków, którzy ze względu na stan zdrowia muszą pozostać na oddziale pediatrycznym w szpitalu. Między młodymi pacjentami nawiązują się wspólne sojusze i przyjaźnie. Narrator opowieści to Charlie, chłopiec w śpiączce, który pomimo swojej bierności jest uwielbiany przez resztę bohaterów jako cierpliwy słuchacz. Ma on nieszczęście dzielić pokój z Karą, nową pacjentką, która siała postrach w swoim liceum jako piękna i płytka królowa szkoły, czołowa cheerleaderka. Teraz, jako uzależniona od narkotyków i papierosów, rozkapryszona dziewczynka z chorobą serca nie może zaakceptować lekceważenia, z jakim traktują ją inni mieszkańcy szpitala - tacy jak Leo i Dash. Chętni do łamania zasad i smakowania życia pełnymi garściami, podziwiają Jordiego, nowego chłopaka, który uciekł od swojej ortodoksyjnie religijnej babci aby walczyć z rakiem pod okiem lekarza Jacka McAndrew.

## Obsada

### Główna
- Octavia Spencer jako Jackson, pielęgniarka[5]
- Dave Annable jako Jack McAndrew, lekarz[6]
- Griffin Gluck jako Charlie[7]
- Nolan Sotillo jako Jordi Palacios[8]
- Charlie Rowe jako Leo Roth[9]
- Brian Bradley jako Dash Hosney
- Zoe Levin jako Kara Souders[9]
- Ciara Bravo jako Emma Chota[8]
- Rebecca Rittenhouse jako Brittany Dobler, pielęgniarka[9]

### Drugoplanowa
- Mandy Moore jako Erin Grace, szefowa personelu Ocean Park Hospital[10]
- Andrea Parker jako Sarah Sounders, matka Kary[11]
- Daren Kagasoff jako Hunter[12]
- Jes Macallan jako Ashley Cole, siostra Huntera[13]
- John Allen jako ojciec Emmy[14]
- Adrian Lester jako dr Lawrence Naday[15]

## Odcinki
| Sezon | Sezon | Odcinki | Oryginalna emisja | Oryginalna emisja | Oryginalna emisja | Oryginalna emisja | Oryginalna emisja |
| Sezon | Sezon | Odcinki | Premiera sezonu   | Finał sezonu      | Premiera sezonu   | Finał sezonu      |                   |
| ----- | ----- | ------- | ----------------- | ----------------- | ----------------- | ----------------- | ----------------- |
|       | 1     | 13      | 17 września 2014  | 7 lutego 2015     | 17 maja 2015      | 9 sierpnia 2015   |                   |

### Sezon 1 (2014-2015)
| #  | Tytuł                                                | Reżyseria                 | Scenariusz                                   | Premiera FOX         | Premiera Canal+ Family |
| -- | ---------------------------------------------------- | ------------------------- | -------------------------------------------- | -------------------- | ---------------------- |
| 1  | Pilot                                                | Alfonso Gomez-Rejon       | Margaret Nagle                               | 17 września 2014     | 17 maja 2015           |
| 2  | Sole Searching                                       | Jason Ensler              | Margaret Nagle                               | 24 września 2014     | 24 maja 2015           |
| 3  | Liar, Liar Pants on Fire                             | Tricia Brock              | David Zabel, Alison McDonald, Robert Sudduth | 1 października 2014  | 31 maja 2015           |
| 4  | There's No Place Like Homecoming                     | Elizabeth Allen Rosenbaum | Bill Krebs, Natalie Krinsky                  | 8 października 2014  | 7 czerwca 2015         |
| 5  | So Tell Me What You Want What You Really Really Want | Dan Lerner                | Anna Fricke                                  | 15 października 2014 | 14 czerwca 2015        |
| 6  | Ergo Ego                                             | Jason Ensler              | Jeannine Renshaw                             | 5 listopada 2014     | 21 czerwca 2015        |
| 7  | Know Thyself                                         | Griffin Dunne             | Rachel Shukert                               | 12 listopada 2014    | 28 czerwca 2015        |
| 8  | Get Outta My Dreams, Get Into My Car                 | Mark Piznarski            | Bill Krebs                                   | 19 listopada 2014    | 5 lipca 2015           |
| 9  | How Did We Get Here?                                 | Tricia Brock              | Gina Fattore                                 | 26 listopada 2014    | 12 lipca 2015          |
| 10 | What I Did For Love                                  | Todd Holland              | Rina Mimoun                                  | 3 grudnia 2014       | 19 lipca 2015          |
| 11 | The Guilted Age                                      | Dan Lerner                | Robert Sudduth                               | 31 stycznia 2015     | 26 lipca 2015          |
| 12 | We'll Always Have Paris                              | Robert Duncan McNeil      | Alison McDonald, Gina Fattore, Anna Fricke   | 7 lutego 2015        | 2 sierpnia 2015        |
| 13 | Waiting for Superman                                 | Jason Ensler              | Jeannine Renshaw                             | 7 lutego 2015        | 9 sierpnia 2015        |